# Арвиат
Арвиат (англ. Arviat, фр. Arviat, инуктитут ᐊᕐᕕᐊᑦ) — деревня (hamlet) в регионе Киваллик территории Нунавут, Канада.

## Этимология
С давних времён поселение носило имена Итталиурвик (место, где люди делают палатки), а затем Тикираюалаак (маленькая длинная точка). В XX веке прибывшие с юга цивилизованные люди дали посёлку новое достаточно безликое название Эскимо-Пойнт. 1 июня 1989 года деревня вновь была переименована в Арвиат (от инуктитутского арвик, что означает гренландский кит).

## География

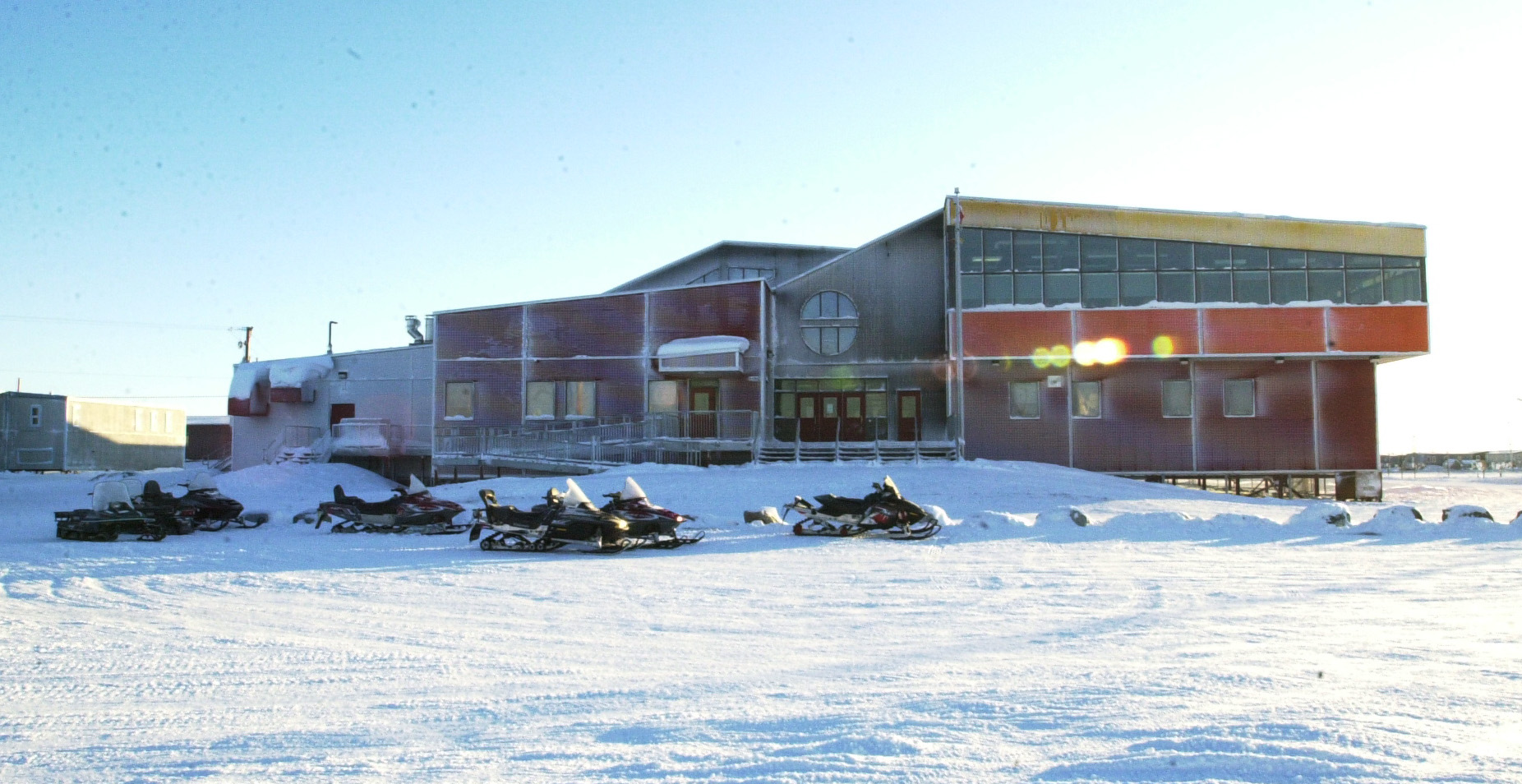
Школа Джона Арналукъяка

Арвиат расположен в юго-восточной части Нунавута на западном берегу Гудзонова залива. Является третьим по количеству жителей населённым пунктом Нунавута, уступая лишь Ранкин-Инлету и Икалуиту. До Арвиата можно добраться только по воздуху через одноимённый аэропорт, несколько недель в конце лета также по воде можно добраться до городка Черчилл, расположенного в 265 километрах южнее (по прямой); автомобильные дороги до Арвиата не проложены.
Общая площадь Арвиата составляет 126,14 км², но в эту территорию включены также довольно обширные окружающие открытые водные пространства и тундра, а примерно четыре пятых населения проживают в так называемом «населённом центре», площадь которого составляет всего 2,42 км². Подавляющее большинство строений безфундаментны и представляют собой металлические вагончики-бытовки.

## Демография
В 2011 году население Арвиата составило 2318 человек (в «населённом центре» — 1810 человек), что на 12,5 % больше, чем в 2006 году.

Согласно переписи 2021 года, в Арвиате проживало 2864 человека.

## Факты
В целях самообороны жителями Арвиата в 2010 году было убито восемь белых медведей, в 2011 — три, а 2012 год обошёлся без убийств.